# Хамкин, Дмитрий Владимирович
Дмитрий Владимирович Хамкин (род. 22 августа 1985) — российский спортсмен, член олимпийской сборной команды России по санному спорту на Олимпиаде в Турине. Мастер спорта России международного класса по санному спорту (двухместные сани).
Родился и живет в городе Чусовой Пермская области. Тренер — Е. Ю. Язев. В сборной команде России с 2002 года. Выступает за ШВСМ и г. Чусовой Пермской обл.
Рост — 186 см. Вес — 80 кг.

## Достижения
- Чемпион России (2002)
- Бронзовый призер чемпионата России (2004)
- Серебряный призер Кубка России (2004)